# Malpighia capitis-crucis
Malpighia capitis-crucis är en tvåhjärtbladig växtart som beskrevs av F. K. Meyer. Malpighia capitis-crucis ingår i släktet Malpighia och familjen Malpighiaceae. Inga underarter finns listade i Catalogue of Life.